# Copula (statistica)

Grafico dei limiti copula di Fréchet-Hoeffding

In statistica, una copula si usa come metodo generale di formulazione per una distribuzione multivariata in modo tale che varie tipologie di dipendenze possano essere rappresentate. Tale approccio si basa sull'idea che una semplice trasformazione su ogni variabile marginale si possa applicare in modo tale che ogni variabile marginale trasformata possegga una distribuzione uniforme.
Il teorema di Sklar afferma che ogni copula è una funzione di distribuzione congiunta, avente come argomenti le distribuzioni marginali. Inoltre vale anche il contrario: ogni distribuzione congiunta ha una copula, e, se le marginali sono continue, essa è unica.

## Definizione
Una funzione C:[0,1]d →[0,1] si dice copula d-dimensionale, o sinteticamente d-copula, se C è una funzione di ripartizione congiunta di un vettore di variabili aleatorie (X1,X2,...Xd) avente dimensione d, le cui marginali sono delle distribuzioni uniformi su [0,1].
Una copula C è dotata delle seguenti proprietà:
1. è d-crescente, pertanto C(u,1)=u
2. le sue marginali sono la funzione identità sull’intervallo unitario, cioè Ci(u)=u per i=1,...,d e u∈[0,1]
3. il suo grafico è sempre all’interno del cubo d-dimensionale, in quanto 0≤C(u,v)≤1, ∀(u,v)∈[0,1].

## Teorema di Sklar
Sia (X1,X2,...Xd) un vettore aleatorio con funzione di distribuzione congiunta  avente marginali F1,…,Fd. Allora esiste una funzione C:[0,1]d →[0,1], chiamata d-copula, tale che {\displaystyle \forall x\in \mathbb {R} ^{d}}, F(x1,x2,...xd)=C(F(x1),F(x2),...,F(xd)).
Pertanto è una funzione di distribuzione congiunta con marginali F1(x1),…,Fd(xd). Viceversa, denotando con H la funzione di distribuzione congiunta d-dimensionale, avente marginali continue F1(x1),…,Fd(xd), esiste una e una sola copula C tale che H(x)=C(F1(x1),...,Fd(xd)).
Questo teorema prova che si possono costruire delle funzioni multivariate, con marginali di qualsiasi tipo, purché siano continue. In questo modo possiamo costruire infiniti modelli parametrici, scegliendo solamente le marginali e la copula da utilizzare.
Inoltre, è possibile definire l'inversa generalizzata F−1 di una distribuzione univariata F. Se le marginali F1,…,Fd sono continue, allora il teorema di Sklar può essere riscritto per mezzo delle loro funzioni inverse come: C(u1,u2,...ud)=H(F−11(u1),...,F−1d(ud)).
Abbiamo quindi la possibilità di scrivere la probabilità congiunta in funzione delle sue marginali, caratteristica che permette alle copule di soddisfare due proprietà molto utili: la copula prodotto e l'invarianza rispetto a trasformazioni strettamente monotone.

## Famiglie di copule
Le copule {\displaystyle W} (contromonotonia), {\displaystyle Pi} (indipendenza) e {\displaystyle M} (comonotonia), che sono le tre più semplici da gestire. Oltre a queste, verranno ora presentate le principali famiglie di copule, classificate sotto un differente criterio, suddividendole in ellittiche e non ellittiche, e, per queste ultime, si darà spazio alle copule Archimedee. 
Le copule ellittiche più comunemente utilizzate sono la gaussiana multivariata e la t di Student. La differenza principale tra le copule ellittiche e non ellittiche è che le prime hanno la possibilità di specificare il livello di correlazione tra le marginali, contrariamente alle seconde. Quelle ellittiche, però, hanno il difetto di non modellare bene i valori estremi delle distribuzioni multivariate. Entrambe le famiglie di copule sono simmetriche, ma su diversi assi.

### Indipendenza e comonotonicità
Consideriamo due variabili aleatorie indipendenti {\displaystyle X} e {\displaystyle Y} definite sul quadrato unitario [0,1]2. Dato che sono indipendenti esse avranno distribuzione congiunta {\displaystyle H(x,y)=F(x)*G(y)},
dove {\displaystyle F(x)} e {\displaystyle G(y)} sono rispettivamente le distribuzioni marginali univariate di X e di Y.
Abbiamo quindi che
{\displaystyle H(x,y)=F(x)*G(y)=C(F(x),G(y))} con {\displaystyle C(x,y)=x*y}
Questo significa che le due variabili aleatorie sono indipendenti se e solo se la copula che cattura la dipendenza è di un tipo speciale. Essa deve essere la copula {\displaystyle Pi}.
Due variabili aleatorie che non sono indipendenti vengono chiamate dipendenti. Quando hanno perfetta dipendenza positiva, esse sono dette comonotone, mentre se possiedono perfetta dipendenza negativa, esse di dicono contromonotone.
La copula che corrisponde alla massima dipendenza positiva è indicata con {\displaystyle M}{\displaystyle d}, mentre quella che corrisponde alla contromonotonia è indicata con {\displaystyle W}{\displaystyle d}.

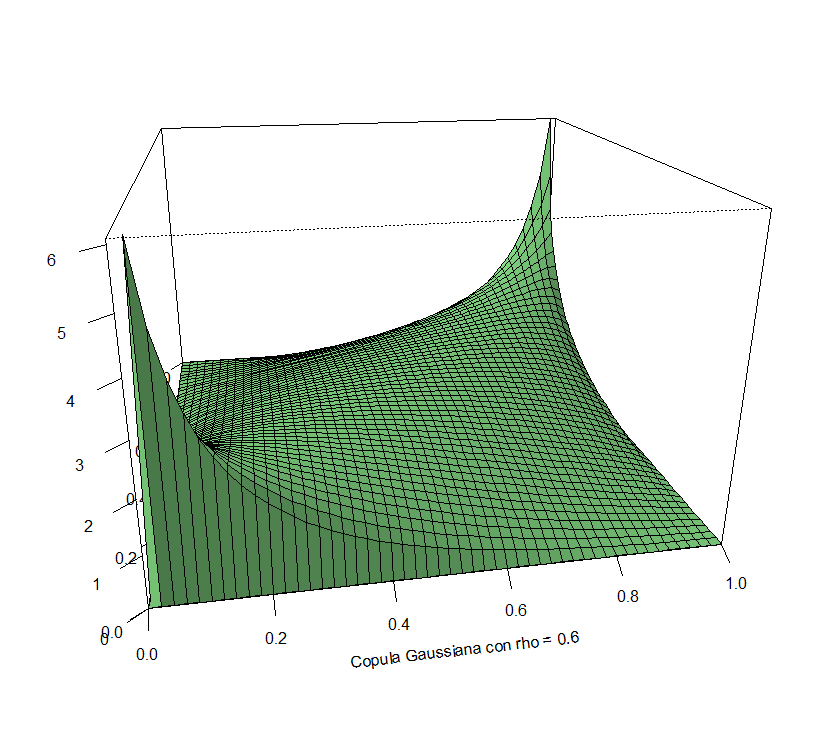
Copula Gaussiana

### Ellittiche
La classe delle distribuzioni ellittiche è composta da molti tipi di distribuzioni, che hanno in comune alcune proprietà della distribuzione normale multivariata. Le copule ellittiche sono semplicemente delle copule di distribuzioni ellittiche. 
La copula gaussiana genera una funzione di distribuzione congiunta normale, a patto che le marginali siano delle normali standard, cioè con media nulla e varianza uguale a 1. Inoltre, è molto utilizzata in ambito economico per modellare la dipendenza tra titoli finanziari, in modo da fornire una maggior accuratezza nella valutazione della gestione del rischio.
Un'altra copula di tipo ellittico è la t di Student. Come la copula gaussiana è molto utilizzata in finanza, al fine di interpretare al meglio la correlazione tra i valori dei titoli finanziari, ma differentemente da questa, essa è in grado di dare maggior peso ai valori estremi; ciò significa che ha una variabilità maggiore rispetto alla prima. Per via di questa caratteristica, la distribuzione t di Student si dice che ha le “code” più spesse, o più pesanti.
Questa particolarità risulta utile nella situazioni di eventi rari ma non rarissimi,  

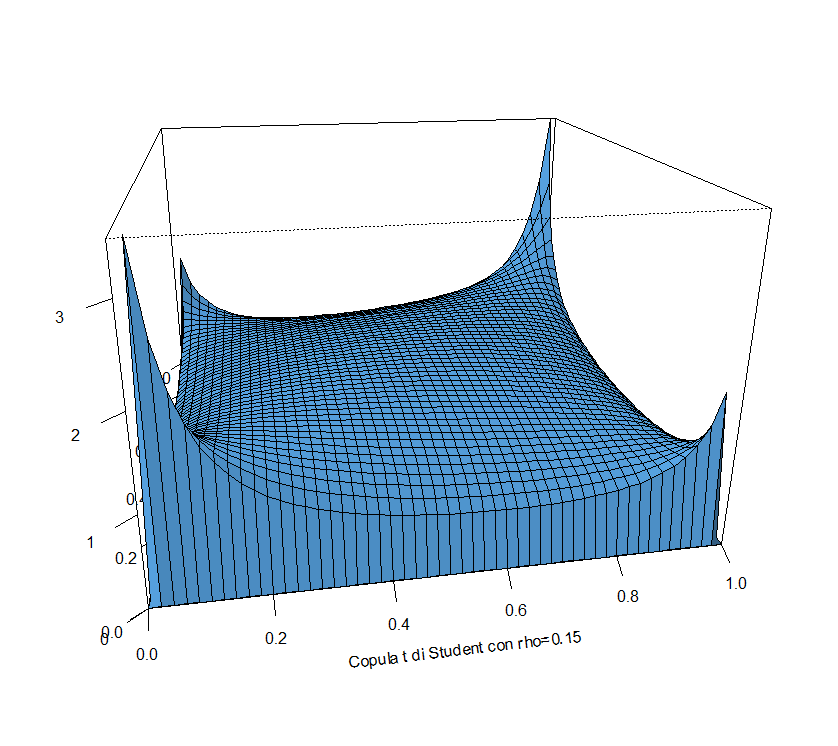
Copula t di Student

cioè nelle situazioni di crollo dei mercati finanziari. La gaussiana, per via delle code più sottili, mostra questo tipo di situazioni come eventi eccezionali che si dovrebbero verificare, ad esempio, una volta ogni mille anni. La t di Student, invece, dando maggiore importanza alle code, approssima più adeguatamente i fenomeni reali rispetto alla gaussiana, migliorando significativamente l’accuratezza della previsione.

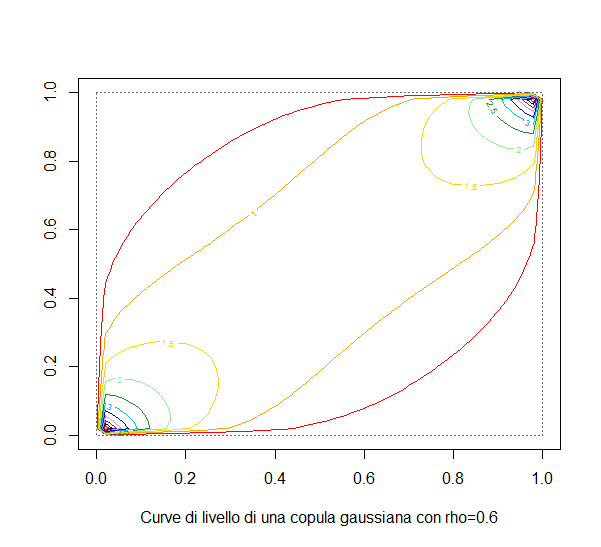
Contour plot della copula gaussiana
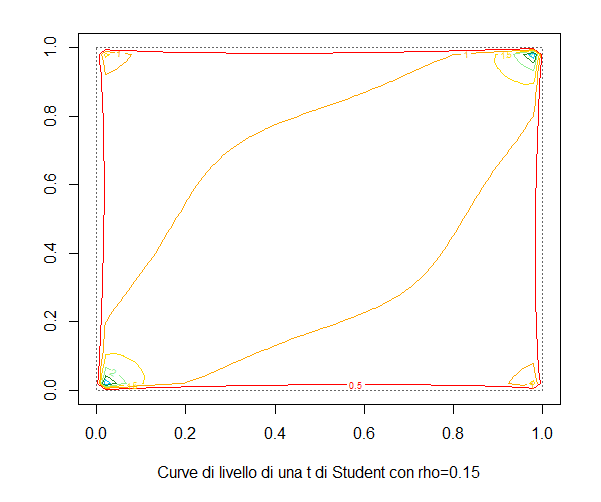
Contour plot della copula t di Student

### Archimedee
Le copule Archimedee, dal punto di vista computazionale, hanno il vantaggio di avere pochi parametri per rappresentare la struttura di dipendenza, a differenza delle copule gaussiane. Purtroppo, però, se si hanno grosse quantità di dati, questa caratteristica comporta una limitata flessibilità di adattamento, con la conseguente scarsità di precisione. 
Come abbiamo visto nei paragrafi precedenti, le copule ellittiche sono simmetriche e, in alcune situazioni, questa peculiarità può rappresentare un problema. In alcune applicazioni in campo finanziario e assicurativo, è ragionevole osservare una variazione della correlazione. Nei mercati finanziari, ad esempio, vi è una maggiore correlazione nei momenti di grosse perdite, cioè durante i crolli borsistici, rispetto che nei periodi rialzisti. Di conseguenza risulta necessario costruire modelli di dipendenza che riflettano le dipendenze osservate e previste, senza formalizzare la struttura di correlazione attraverso relazioni di tipo causa-effetto. Inoltre, le copule Archimedee, come vedremo, non derivano da distribuzioni multivariate composte mediante il teorema di Sklar.
Tra le copule Archimedee più utilizzate vi sono la Gumbel, la Frank e la Clayton.